# Argyresthia marmorata
Argyresthia marmorata is een vlinder uit de familie van de pedaalmotten (Argyresthiidae). De wetenschappelijke naam van de soort werd in 1880 gepubliceerd door Frey.